# Уайтинг, Ричард А.
Ричард А. Уайтинг (англ. Richard A. Whiting; 12 ноября 1891[…], Пеория, Иллинойс — 10 февраля 1938[…] или 19 февраля 1938, Беверли-Хиллз, Калифорния) — американский композитор и поэт-песенник. Популярность приобрели такие песни как «Hooray for Hollywood», «Ain’t We Got Fun?» и «On the Good Ship Lollipop».

## Биография
Ричард Уайтинг родился в Пеория, Иллинойс, в музыкальной семье. Его отец, Фрэнк Уайтинг, был агентом по продаже недвижимости и талантливым скрипачом; его мать Блоссом была учительницей фортепиано. Вместе они привили своему сыну любовь к музыке и работали над воспитанием его природного дара игры на фортепиано. Он учился в Гарвардской военной школе в Лос-Анджелесе. После её окончания Уайтинг начал играть водевиль со своим другом по колледжу Маршаллом Нейланом. Пара гастролировала по Соединенным Штатам, писала песни, пели и играли на пианино. Но вскоре дуэт распался, Нейлан уехал в Голливуд, где стал успешным кинорежиссером и актёром, а Уайтинг — в Детройт, чтобы начать карьеру профессионального композитора.
В 1913 году Уайтинг начал свою карьеру в качестве плаггера в издательском доме Джерома Х. Ремика. В течение года он был менеджером Детройтского офиса, получая 25 долларов в неделю. Он также был охотником за талантами, начав карьеру нескольких авторов песен, в первую очередь Джорджа Гершвина; Уайтинг однажды услышал, как Гершвин играет, и дал ему работу в качестве плаггера песен в компании Ремика. Это привело к долгой дружбе между двумя композиторами. Чтобы пополнить свой доход в то время, Уайтинг работал с гавайским оркестром в местном отеле.
В 1914 году у Уайтинга появились две первые хитовые песни: «I Wonder Where My Lovin' Man Has Gone» и «It’s Tulip Time in Holland». Последняя песня стала большим хитом, разошедшимся тиражом более миллиона экземпляров. Однако Уайтинг не получил ни цента из гонорара, продав издательские права Ремику в обмен на «Стейнвей Гранд». В то же время он начинает сотрудничество с бывшим банковским клерком и лириком Реем Иганом, в 1918 году у них выходит популярная песня «Till We Meet Again». Другие хиты, написанные Уайтингом во время его пребывания у Ремика, включают «Where The Black-Eyed Susans Grow» (1917), «The Japanese Sandman» (1920), «Bimini Bay» (1921, слова Игана и Гаса Кана), «Ain’t We Got Fun?» (1921, слова Игана и Кана) и «Ukulele Lady» (1925, стихи Кана).
В 1929 году Уайтинг переехал в Голливуд, где во время Великой депрессии было больше возможностей для авторов песен. В Голливуде он написал несколько партитур к фильмам и классических песен. Вместе с Джонни Мерсером незадолго до своей смерти он написал песню «Hooray for Hollywood». За свою карьеру Уайтинг сотрудничал с такими гигантами песенного творчества, как Бадди Десильва, Джонни Мерсер, Нил Морет, Лео Робин, Ральф Рэйнгер, Гас Кан, Оскар Хаммерстайн II, Хейвен Гиллеспи, Сеймур Симонс, Насио Херб Браун, Гарри Акст, Уолтер Дональдсон, Рей Иган и Сидни Клэйр. Он также написал несколько партитур для бродвейских пьес.
Он был номинирован на премию «Оскар» за лучшую оригинальную песню в 1936 году за песню «When Did You Leave Heaven» из фильма «Пой, детка, пой».
Уайтинг умер от сердечного приступа в 1938 году в возрасте 46 лет, на пике своей карьеры. Он был включен в Зал славы авторов песен в 1970 году.
Уайтинг был женат на Элеоноре Янгблад. Он был отцом певицы Маргарет Уайтинг и актрисы Барбары Уайтинг.